# Academia de São Carlos
A Academia de São Carlos (em castelhano:  Academia de San Carlos) é uma escola superior de arte do México, localizada na Cidade do México. Fundada em 1781 como Escola de Desenho, foi a primeira academia de arte das Américas e nela se organizou o primeiro museu do Novo Mundo. Desenvolveu um programa baseado nas academias europeias e manteve-se nesta linha até o século XX, quando adotou novos padrões. Hoje faz parte da Universidade Nacional Autónoma de México.
Foi a primeira grande  academia de arte e a primeira museu de arte nas Américas. Foi fundada em 1781 como a Escola de Gravura e mudou-se para a localização da Academia Street cerca de 10 anos depois. Enfatizou a formação clássica européia até o início do século XX, quando mudou para uma perspectiva mais moderna. Neste momento, também se integrou com a Universidade Nacional Autônoma do México, tornando-se a Faculdade de Artes e Design, baseada em Xochimilco. Atualmente, apenas os cursos de pós-graduação da escola moderna são ministrados no prédio original da academia.